# 宁家站
宁家站是位于内蒙古自治区兴安盟科尔沁右翼前旗居力很镇的一个铁路车站，邮政编码137406。车站建于1931年，有白阿铁路经过该站，现办理客货运。车站距离白城站69公里，隶属沈阳铁路局，是四等站。